# Andy McPhee
Andy McPhee est un acteur australien né à Adélaïde, Australie.

## Biographie
Andy McPhee est né à Adélaïde, Australie.

### Vie privée
Il est marié à Sonja McPhee. Ils ont deux enfants, Sianoa Smit-McPhee et Kodi Smit-McPhee.

## Filmographie

### Cinéma

#### Longs métrages
- 1990 : Struck by Lightning de Jerzy Domaradzki : Un homme
- 1990 : Return Home de Ray Argall : Spanner
- 1993 : Bad Boy Bubby de Rolf de Heer : Un homme
- 1995 : Rainbow's End de Denny Lawrence : Un motard
- 1997 : Maslin Beach de Wayne Groom : Le maître zen
- 1999 : Spank d'Ernie Clark : Le père de Kylie
- 2000 : Scratch de Michael Ralph : Daisy
- 2003 : Bad Eggs de Tony Martin : Tozer
- 2004 : Tom White d'Alkinos Tsilimidos : Leon
- 2005 : Wolf Creek de Greg McLean : Bazza
- 2005 : You and Your Stupid Mate de Marc Gracie : Un homme à l'urinoir
- 2005 : Puppy de Kieran Galvin : Un officier de police
- 2006 : Le Secret de Kelly-Anne (Opal Dream) de Peter Cattaneo : Harris
- 2006 : Welcome Stranger de Jason Turley : Rodney
- 2006 : BoyTown de Kevin Carlin : Le barman
- 2007 : December Boys de Rod Hardy : Le chef d'équipe
- 2007 : Les Condamnés (The Condemned) de Scott Wiper : L'allemand
- 2007 : Let Me Not de Ron V. Brown et Ruth Brown : Steve, le patron du strip-club
- 2008 : Ten Empty d'Anthony Hayes : Le ministre
- 2009 : Broken Hill de Dagen Merrill : Bear
- 2010 : Animal Kingdom de David Michôd : Richard Collis
- 2010 : Passion Play de Mitch Glazer : Donnie
- 2010 : Matching Jack de Nadia Tass : Wild Bill Maguire
- 2010 : Inale de Jeta Amata : Le grand-père
- 2010 : The Bannen Way de Jesse Warren : Shnook
- 2010 : Summer Coda de Richard Gray : Bear
- 2010 : Open When Johnny Can Read de Matthew W. Griffin et David Sean Stringer : John Noble
- 2012 : Hello, Herman de Michelle Danner : Sean Gall
- 2012 : Bad Karma de Suri Krishnamma : Jarvis
- 2012 : 6 Plots de Leigh Sheehan : Don Chalis
- 2013 : Dans l'ombre de Mary (Saving Mr Banks) de John Lee Hancock : Mr Belhatchett
- 2013 : Without Warrant de Michael Adante : Sergent Mike Callis
- 2013 : Grey Sheep de Nicolai Schwierz : L'homme avec une poupée
- 2014 : Young Ones de Jake Paltrow : Le chef d'équipe
- 2014 : La Grande Aventure de Maya l'abeille (Maya the Bee) d'Alexs Stadermann : Hank (voix anglaise)
- 2014 : Fat Pizza vs. Housos de Paul Fenech : Oncle Doug
- 2015 : Slow West de John MacLean : L'homme costaud
- 2015 : Dumb Criminals: The Movie de Paul Fenech : Bob le cycliste
- 2016 : Never Forget de  Jon Bling : Mr White
- 2016 : Altered Spirits de Peter Bohush : Le vieil homme
- 2017 : The Legend of Ben Hall de Matthew Holmes : James Gordon
- 2017 : Le Mariage d'Ali (Ali's Wedding) de Jeffrey Walker : L'homme de ménage à l’aéroport
- 2017 : What Goes Around Comes Around de Tyson Jarvis et Mike Smallwood : Mitch Peterson
- 2018 : In Like Flynn de Russell Mulcahy : Le barman
- 2018 : Living Space de Steven Spiel : L'officier allemand
- 2018 : The Dead Center de Billy Senese : Ben
- 2019 : Locusts d'Heath Davis : Jake Anderson
- 2019 : The Faceless Man de James Di Martino : Eddie Silverbeard
- 2019 : Choir Girl de John Fraser : Mikhail
- 2020 : High Ground de Stephen Johnson : Sweeten
- 2020 : Revenge of the Gweilo de Nathan Hill : Mr Lucky, Sr.
- 2021 : 2067 de Seth Larney : Le travailleur désespéré
- 2021 : The Debt Collector de Richard Wolstencroft : Tommy Baker
- 2021 : 24 Hours de L.A. Knight : Robert Walker
- 2024 : La Planète des singes : Le Nouveau Royaume (Kingdom of the Planet of the Apes) de Wes Ball : L'ancien (voix et capture de mouvement)
- 2024 : Hotel Underground de Steve Ravic : Frank
- 2025 : The Weight of Darkness de Marc Furmie : Douglas McTierney
- 2025 : So You Think You're Hood de : Officier Dan
- 2025 : The Girl in a Coma de Sarita Callender : Lucas Walker

#### Courts métrages
- 2005 : Apprentice de Dustin Feneley : Jimmy
- 2006 : Silencer de Frazer Bailey : Tiny
- 2006 : Head Over Heels d'Haley Stibbard : Ron
- 2007 : Missive d'Adam Stolfo : John
- 2007 : Unknown Combo de Steve Trevaskis : Roland
- 2007 : Piranha d'Irina Goundortseva : Frank
- 2007 : Tonytown de Tim Dean : Un voyou
- 2009 : The Christmas Pudding de Stefan Trentini : Doug
- 2009 : Um, Where Am I? de Dean Kirkright : Eddie
- 2009 : Jetty de Ben Holmes : Le superviseur de Jetty
- 2010 : Naked Passions de Jasper Bagg : Spider-Man
- 2010 : Black Pine Road de Peter Andrian : Charlie
- 2011 : Long Black Lashes de Brandon Lasner : Harry Parker
- 2013 : 1%ERS de Francesca de Sola : Shark
- 2014 : The Stevedore de Kieran Wheeler : Le voisin
- 2015 : Injurious de Cory Michael Dawson : La mort
- 2015 : Neighbourhood Wars de Madeleine Dyer et Daniel Mulvihill : Cliffy
- 2015 : Unbroken de Catriona Warren : Le garçon âgé
- 2016 : Joke's on You de K.C. Sterling : Stoney
- 2016 : The Fare de Santiago Paladines : Guy
- 2016 : The Home de L. Gustavo Cooper : Père Micheal
- 2019 : Sven de Christopher Rucinski : Jimmy "Sven" Mulcahy
- 2019 : Into the Woods de Jake White : Kirk
- 2021 : Oddmen de Chris Phillips : Geoffrey
- 2022 : #Mental de Pippa Hinchley : Rex
- 2022 : Snowblind de Brian Patto : John
- 2023 : Little Lillith de Jamison Forkenbrock : Officier Colquitt
- 2024 : Small de Sarah Hegge-Taylor : Septimus Small
- 2025 : Glass Frames d'Andre Octavio : Jack

### Télévision

#### Séries télévisées
- 1992 : The New Adventures of Black Beauty : Un homme
- 1995 : Glad Rags : Lance Doyle
- 1995 - 1997 / 2000 / 2007 / 2011 - 2012 : Les Voisins (Neighbours) : Doodle / Le conducteur / Geoff / Knuckles / Dylan Curtis / Marty Rolle / Lewis Walton
- 1997 : Maginnis : Grassy
- 1997 / 1999 / 2001 / 2004 : Blue Helpers : Tim "Tiny" Duggan / Arnie / Graeme Palmer / Ross Murphett / Vic Brooker
- 1998 : The Games : Ian
- 1998 : Driven Crazy : Le remorqueur
- 1999 : Chuck Finn : Fred
- 2001 : The Secret Life of Us : Un homme
- 2001 / 2004 : Stingers : Unité secrète (Stingers) : Le professeur / Robert Strong
- 2002 : Marshall Law : Genghis Khan
- 2002 : BackBerner : L'agent de sécurité
- 2003 : Mission pirates (Pirate Islands) : Cutthroat Jack
- 2005 : Scooter: Secret Agent : Mr Lewis
- 2005 / 2007 : Pizza : Snake / Darel Dinkum
- 2006 : Le Ranch des McLeod (McLeod's Daughters) : Mike Starr
- 2006 : Rêves et Cauchemars (Nightmares and Dreamscapes: From the Stories of Stephen King) :
- 2007 : H2O : Terry Chadwick
- 2007 : East West 101 : Sergent Blight
- 2007 / 2010 : Wilfred : L'homme avec un chien / Kosiosko
- 2008 : Underbelly : Gus Brown
- 2008 : Rush : Rennie
- 2009 : All Saints : Les
- 2009 - 2010 : City Homicide : L'Enfer du crime (City Homicide) : Harvey Pullman
- 2010 : Sons of Anarchy : Keith McGee
- 2010 : Lowdown : Bobby
- 2010 : I Rock : Ian Miller
- 2011 : Esprits criminels (Criminal Minds) : Liam
- 2011 : Housos : Oncle Doug
- 2012 : Summer Bay : Danny Braxton
- 2015 : Gallipoli : Lieutenant-Colonel John Antill
- 2015 : The Dough : Tony
- 2015 : The Doctor Blake Mysteries : Kevin Van Der Hayden
- 2016 : Wolf Creek : Beard
- 2016 : Jack Irish : Chink
- 2016 - 2018 : Wentworth : Le turc
- 2018 : True Story with Hamish and Andy : Mr D
- 2021 - 2022 : Pacific Rim: The Black (Pacific Rim) : Shane (voix)
- 2024 : Thou Shalt Not Steal : Speedy Shane

#### Téléfilm
- 2003 : Roy Hollsdotter Live de Matthew Saville : Le videur
- 2004 : Stiff de John Clarke : Trevor
- 2008 : The Adventures of Charlotte and Henry de Steve Trenbirth : Un homme (voix)
- 2012 : Jack Irish: Bad Debts de Jeffrey Walker : Joe Kwitny

### Jeux vidéos
- 2013 : Dead Island: Riptide : Colonel Hardy (voix)
- 2022 : Exodus Vigil : Moïse (voix)